# Комненович, Елица
Елица Комненович (серб. Јелица Комненовић, 20 апреля 1960, Фоча, Югославия) — югославская баскетболистка. Бронзовый призёр летних Олимпийских игр 1980 года, участница летних Олимпийских игр 1984 года, серебряный призёр чемпионата Европы 1987 года, бронзовый призёр чемпионата Европы 1980 года.

## Биография
Елица Комненович родилась 20 апреля 1960 года в югославском городе Фоча (сейчас в Боснии и Герцеговине).
Играла в баскетбол за «Универзитет» из Приштины и «Партизан» из Белграда.
В 1980 году вошла в состав женской сборной Югославии по баскетболу на летних Олимпийских играх в Москве и завоевала бронзовую медаль. Провела 6 матчей, набрала 24 очка (11 в матче со сборной Италии, 8 — с Венгрией, 5 — с СССР).
В 1984 году вошла в состав женской сборной Югославии по баскетболу на летних Олимпийских играх в Лос-Анджелесе, занявшей 6-е место. Провела 5 матчей, набрала 12 очков (по 4 в матчах со сборными США и Канады, по 2 — с Китаем и Австралией).
Дважды выигрывала медали чемпионата Европы: бронзу в 1980 году в Баня-Луке, серебро в 1987 году в Кадисе.
Дважды была призёром баскетбольных турниров летней Универсиады: в 1983 году в Эдмонтоне завоевала бронзу, в 1987 году в Загребе — золото.